# Wilhelm Hök
Christoffer Wilhelm Hök, född 12 december 1858 i Växjö församling, död 1 december 1933 i Oscars församling, Stockholms stad, var en svensk civilingenjör och företagsledare. 
Wilhelm Hök utexaminerades från Kungliga Tekniska högskolan 1880 och studerade vid École d'application du génie maritime i Paris 1882–1883. Han var verkställande direktör och styrelseledamot i Lindholmens Verkstads AB 1911–1920, samt efter förvärvet av Motala Verkstad verkställande direktör i AB Lindholmen-Motala 1920–1922. Han var initiativtagare till bildandet av Göteborgs industrikammare 1919, där han också var ordförande 1919–1921.
Hök invaldes 1919 som ledamot av  Ingenjörsvetenskapsakademien i Stockholm.